# Duguay-Trouin (1922)
Duguay-Trouin byl francouzský lehký křižník stejnojmenné třídy.
V době francouzské kapitulaci Duguay-Trouin kotvil v Alexandrii, kde musel být po vyjednávání s Brity odzbrojen a internován (měl zde odzbrojený kotvit až do konce války). Po zániku vichistické Francie se Duguay-Trouin 30. května 1943 vrátil na stranu spojenců, byl reaktivován a modernizován.
Při modernizaci byla jeho protiletadlová výzbroj posílena o 15 kusů 20mm kanónů a dva 13,2mm kulomety. Torpédomety byly odstraněny. Do konce války pak byly všechny 13,2mm kulomety odstraněny a loď nesla lehkou výzbroj tvořenou šesti 40mm kanóny a dvaceti 20mm kanóny.
Duguay-Trouin poté konce války poté sloužil v silách Svobodných Francouzů. Například podporoval spojenecké vylodění v jižní Francii v srpnu 1944. Po válce křižník operoval v Indočínské válce. Poté byl používán jako plovoucí skladiště. V roce 1952 byl vyřazen a sešrotován.